# 23 Sextantis
23 Sextantis, eller RS Sextantis, är en pulserande variabel av 53 Persei-typ och Beta Cephei-typ (BCEP+SPB:) i Sextantens stjärnbild.
23 Sextantis varierar mellan visuell magnitud +6,64 och 6,68 med en period av 0,1353 dygn eller 3,25 timmar. Den befinner sig på ett avstånd av ungefär 2500 ljusår.